# Rudolf Kaulla
Rudolf Benedikt Kaulla (Stuttgart, 12 de dezembro de 1872 - Oberstdorf, 22 de setembro de 1954) foi um professor universitário judeu-alemão, autor e sócio do banco Jacob SH Stern.

## Biografia
Rudolf Kaulla nasceu em 12 de dezembro de 1872 em Stuttgart, onde frequentou o Karls Gymnasium. Estudou Direito em Lausanne, Estrasburgo, Leipzig, Tübingen e Munique. Em Munique, Kaulla recebeu seu doutorado em 1897 como Dr.med.jur. com a dissertação "A natureza jurídica da defraudação de taxas públicas". Ele então estudou economia na "Ludwig-Maximilians-Universität". Lá Rudolf Kaulla obteve um doutorado em 1902 com o professor Lujo Brentano para o Dr.Ing.OEC. publ. com a dissertação "Conceito de Valor no Direito Romano".
Em 1903, Kaulla habilitou-se na "Universidade de Tecnologia de Stuttgart" com a tese "Ensinando o Preço Justo no Escolasticismo" e começou a lecionar lá em 1904 economia privada e finanças públicas. De 1910 a 1919 Kaulla ensinou na "Stuttgart Technical University" as mesmas matérias como professor universitário. Em Stuttgart, ele também foi membro do conselho de supervisão do Royal Württembergische Hofbank, que foi co-fundado por seu ancestral, a Juiz da corte Karoline Kaulla (1739-1809), e que foi dirigido por membros da família Kaulla até 1915.
Em 1920, Kaulla mudou-se com a família para Frankfurt am Main e tornou-se co-proprietário do banco Jacob SH Stern. Ao mesmo tempo, ele era membro dos conselhos de supervisão do Banco Alemão de Valores Mobiliários, do Banco Alemão-Asiático e da Companhia Ferroviária Schantung.
Tendo em vista da tomada do poder pelos Nacional-Socialistas, Rudolf Kaulla primeiro emigrou para Londres (Grã-Bretanha) em 1933 e no ano seguinte para Lausanne (Suíça), onde permaneceu pelo resto de sua vida e trabalhou como estudioso e autor particular. Rudolf Kaulla morreu em 1954 durante uma viagem em Oberstdorf (Alemanha).

## Família

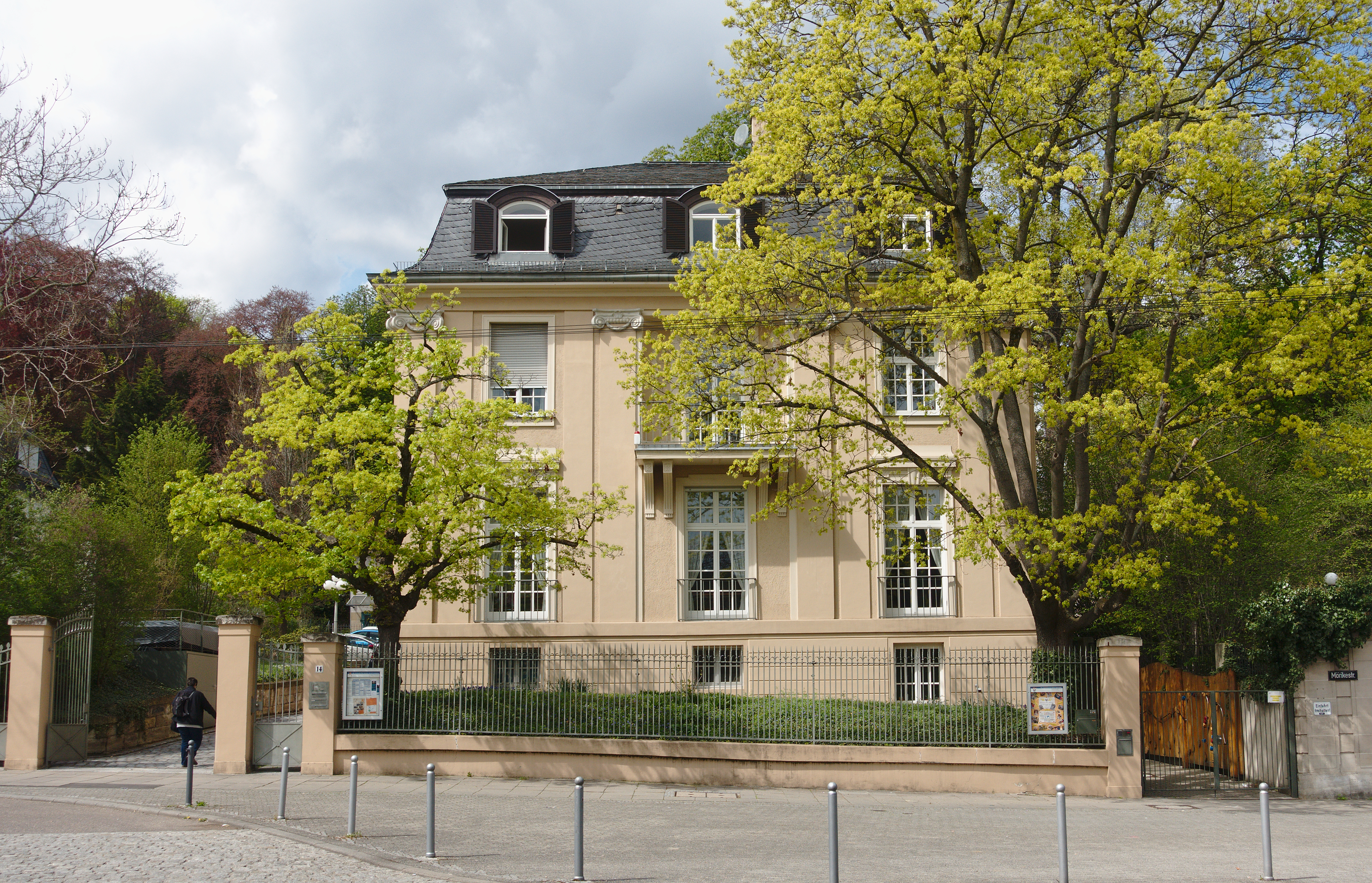
Casa de Rudolf Kaulla - Stuttgart - Mörikestr 14

Rudolf Kaulla era filho do advogado de Stuttgart Max Kaulla (1829-1906) e sua esposa Jeanette Goldschmidt (1833-1920, membro da família Goldschmidt). Sobre seu pai Rudolf Kaulla era um descendente de Karoline Kaulla (1739-1809) e relacionado ao banqueiro, cooperativo e reformador social Eduard Pfeiffer (1835-1921).
Em 20 de março de 1907, Rudolf Kaulla casou-se em Frankfurt am Main com Louise Maria Stern (1874-1933), filha do banqueiro de Frankfurt Theodor Stern (1839-1900). Com ela teve uma filha, Margareta Wilhelmine (1913- ?, Casada com o Dr. Paul Ossipow em Lausanne). No segundo casamento, Kaulla casou-se em 1933 com Anne Marie Clara Ganz (1898-1988), anteriormente casada até 1921 com o escritor Carl Zuckmayer.
Em 1910, Rudolf Kaulla contratou os arquitetos Hugo Schlösser e Johann Weirether para construir uma vila representativa em Mörike Straße, nº14 para ele e para sua família em Stuttgart. Ao mesmo tempo, esses arquitetos também tiveram a tarefa de construir a Villa Reitzenstein de Stuttgart, que desde 1952 era a residência do primeiro-ministro de Baden-Württemberg. Durante seu exílio na Suíça, Kaulla viveu na Avenue d'Ouchy, nº18 em Lausanne.
Em 1898, Rudolf Kaulla se juntou ao Clube Alpino Alemão (seção Schwaben), mas foi forçado a sair por causa de sua fé judaica em 1935.

## Obra
- "O histórico de desenvolvimento das modernas teorias de valor", Laupp, Tübingen, 1906, [3]
- "A organização do sistema bancário em Württemberg, em seu desenvolvimento histórico", Enke, Stuttgart, 1908, [4]
- "O objeto de valor de troca, Festschrift para Lujo Brentano zum 70. Aniversário", Munique e Leipzig 1916
- "Sobre a relação da Economia para a lei, a ciência e a política", Rothschild, de 1919 em Berlim
- "As fundações do valor do Dinheiro", Deutsche Verlags-Anstalt, Stuttgart 1920
- "O liberalismo e os Judeus alemães", Duncker & Humblot, Munique, 1928, [5][6]
- "O estado, a propriedade e a preço justo", Springer, Wien 1936, [7]
- "A teoria do preço justo", George Allen and Unwin, Londres, 1940, [8][9]
- "Contribuições para a história do dinheiro", Francke, Berna, de 1945, [10]
- "A regra da lei e da moeda", Kohl martelo, Stuttgart, 1949